# 스티브 맥매너먼
스티븐 "스티브" 맥매너먼(Steven "Steve" McManaman, 1972년 2월 11일 ~ )은 은퇴한 잉글랜드의 전직 축구 선수로, 과거 미드필더, 윙어, 혹은 플레이메이커로 뛰었었다. 20세기의 가장 성공적인 두 클럽, 리버풀 FC, 레알 마드리드 CF과 더불어, 말년에 맨체스터 시티 FC에서 뛰었던 그는 트로피 획득 숫자로는 해외에서 가장 성공한 잉글랜드 선수이다.
맥매너먼은 영국인들 중 최초로 UEFA 챔피언스리그에서 두번의 우승을 거두었으며, 비잉글랜드 클럽에서 챔피언스리그를 우승한 최초의 잉글랜드인 선수이다. 2008년, 그는 영국의 톱10 축구선수 중에서 케빈 키건과 존 찰스에 이어 3위에 랭크되었다.
그의 1990년대 말 레알 마드리드로의 이적은 보스만 룰에 의한 자유 이적이었는데, 이 계약에서 그는 1999년에서 2001년까지 가장 많은 연봉을 받는 영국인 선수가 되었다.
2005년 은퇴 후 그는 세탄타 스포츠의 축구 평론가겸 골! 2의 공동 프로듀서로 일하였다. 그는 2010년 ESPN의 2010 남아공 월드컵의 분석가로 일하였다. 현재 이안 다크와 공동으로 영국과 미국의 FA 프리미어리그, FA 컵, 메이저 리그 사커의 분석가로 활동하고 있다.

## 클럽 경력

### 레알 마드리드 CF

#### 1999-2000시즌의 성공
1999년 7월 1일, 리버풀 FC에서 366경기 출장과 66골을 기록한 후, 맥매너먼은 거스 히딩크가 경질되기 전 마지막으로 영입되었다 (또한 로렌소 산스 회장의 마지막 영입이었다). 맥매너먼이 들어오기 전, 레알마드리드는 심각한 부채문제를 수습하고 있었으며, 라울 곤살레스는 기자회견에서 다음과 같이 말하였다: "드레싱 룸은 거짓말의 오물통이고, 배신과 속삭임...나는 스티브 맥매너먼과 같은 새 선수들이 이 클럽으로 들어오는 것에 유감한다. 맥매너먼은 세계의 최고 클럽들 중 하나로 들어오는 것은 실수이다." 클럽은 존 토샥을 감독으로 새로 내정하였고, 이미 다보르 슈케르, 프레드락 미야토비치, 크리스티안 파누치와 같은 최고 선수를 부채문제를 해결하기 위해 벌써 매각한 상태였다. 맥매너먼이 들어온 직후 클라렌서 세이도르프 또한 팀을 떠났다. 맥매너먼은 1980년대 로리 커닝엄에 이어 레알마드리드의 두 번째 잉글랜드인 선수가 되었다. 그는 또한 게리 리네커가 에버튼 FC에서 FC 바르셀로나로 둥지를 옮긴 이후로 가장 주목받은 라 리가의 잉글랜드인 선수가 되었다. 그러한 우려에도 불구하고, 그는 로스 메렝게스를 위해 시즌 초반 경기에서 3골을 넣고 여러 골을 어시스트하며, 산티아고 베르나베우의 팬들의 호응을 얻었다.
1999년 8월 22일 맥매너먼은 RCD 마요르카의 2-1로 승리한 손 모이스 경기장 원정경기에서 레알마드리드에서의 데뷔전을 치렀고, 이 경기에서 페르난도 모리엔테스가 로스타임에서 헤딩하는 결승골을 어시스트했다. 그는 첫 홈경기로부터 일주일 뒤 첫골을 넣었고, 이 경기는 CD 누만시아와의 홈 경기였고 팀은 4-1로 승리하였다.
1999년 12월에서 2000년 1월까지, 맥매너먼의 마드리드는 논란의 대상이 되는 리우데자네이루에서 개최한 1대 FIFA 클럽월드컵에참여하였고, 그는 네카사와의 경기에서 인저리 타임 찬스를 날렸고, 페널티킥을 허용하여 3위로 마감하였다. 그 후 팀은 스페인으로 복귀하였고, 1999년 11월 존 토샥을 대신하여 들어온 비센테 델 보스케의 새 리더쉽 하에 2000년 챔피언스리그 결승까지 올라왔다. 맥매너먼은 페르난도 레돈도와의 좋은 호흡을 구성하며, 여러 경기에서 최우수 선수로 평가받았고, 전 시즌 우승팀 맨체스터 유나이티드 FC와 FC 바이에른 뮌헨을 차례로 격파하며 UEFA 챔피언스리그 결승에 진출하였다. 그는 스타드 드 프랑스에서 개최한 2000년 UEFA 챔피언스리그 결승전에서 최고 정점을 찍었고, 이 경기에서 발리슛을 넣으며 결승에 처음 진출한 발렌시아 CF를 3-0으로 완파하고 팀의 8번째 빅이어를 들어올리는 1등공신이 되었다. 이 챔피언스리그 우승으로 잉글랜드인으로는 최초로 비잉글랜드 클럽에서 빅이어를 들어올린 첫 번째 선수가 되었다.

#### 2000-01 시즌
유러피언컵 결승에서의 성과로 마드리드에서의 가치있는 선수로 평가받은 이후, 플로렌티노 페레스가 회장으로 취임하고, 루이스 피구가 FC 바르셀로나로부터 클럽의 최고금액으로 이적을 하면서, 페르난도 레돈도, 니콜라 아넬카, 크리스티앙 카랑뵈가 부채를 갚기 위해 방출되었으며, 2000-01시즌 시작 직전 잉여자원으로 전락되어 매각대상이 되었다. 그는 다른 선수와 다르게 잔류를 원했지만, 델 보스케 감독은 "금년 적은 기회가 주어진다"고 보고되었다. 그리고 그가 새 포지션에 적응을 하지 못하는 경우, 클럽은 그 다음해에 그를 스쿼드 등록을 하지 못하도록 하였다. 부채에 허덕이고 이미 £37M을 피구를 영입하는데 쓴 클럽은 $4.5M의 연봉을 삭감하겠다고 보드진은 민감하게 반응하였다. 그러나, 2004년까지 계약된 그는 다른 팀으로 떠나 주전자리를 차지하는 대신 팀에 잔류하여 주전자리 탈환에 힘썼다.
레알마드리드는 후에 미들즈브러 FC의 £11M에 합의하였고 그 뒤 첼시 FC의 £12M에 토레 안드레 플로를 얹힌 이적에도 합의한적 있으나, 그는 강하게 부인하였다. 스카이스포츠는 2000년 8월에 8개의 클럽이 그를 영입하기 위해 레이스에 가담하였으며, 맨체스터 유나이티드 FC, 파르마 FC, ACF 피오렌티나도 포함되어 있었다. 그러나 그는 스페인에서의 성공을 원하였다. 그의 의지는 엘 문도에서 시행한 투표에서 90%의 팬이 맥매너먼의 잔류를 원한다고 하였으며, 미첼 살가도는 맥매너먼이 배신을 당하였다며 감독을 비난하였고, £8M으로 SS 라치오 이적까지 제안되었다. 맥매너먼은 2000-01시즌 9월 3-3으로 비긴 말라가 CF전에서 시즌 처음으로 교체출장하였다. 맥매너먼은 10월에 감독측을 상대로 승리하였으며, 팀의 경기 2/3을 뛰었고, 시즌 후반에는 주전자리를 찾았고, 잉글랜드인으로는 해외에서 뛴 최고의 선수로써 각인되었다. 맥매너먼은 2번째 시즌에 챔피언스리그와 라리가 2관왕을 노렸지만, 챔피언스리그는 준결승에서 바이에른 뮌헨에게 패하였지만, 데포르티보 라 코루냐와 7점 차이로 4년만의 리그 타이틀을 탈환하였고, 팀의 통산 28번째 라리가 우승이었다.

#### 갈라티코 정책
맥매너먼은 세계 최고의 선수인 루이스 피구, 지네딘 지단, 호나우두가 매년마다 한명씩 들어오며 압박을 받았고, 클럽의 갈라티코 정책으로 그의 경기 출장시간이 매년마다 줄어들었다. 이 당시에는 그의 뚝심과 낙천적인 성격으로 버틸수 있었지만, 출장시간을 줄여야만 했다. 2002년, 맥매너먼은 FC 인테르나치오날레 밀라노에 호나우두와의 스왑딜을 진행할 뻔했다. 그의 뚝심은 라울 곤잘레스, 지네딘 지단, 구티, 이반 엘게라, 루이스 피구, 호나우두의 호응을 얻고, 기자회견에서 종종 받쳐주었다. 2001년의 엘 파이스에 의하면, 레알 오비에도전에서 원더골을 넣자 팬들은 '흰 손수건'을 흔들었다.
여러 스페인의 언론에서는 비록 선수들이 실력에 따라서 차출되기도 하였지만 매출이 떨어진다는 이유로 맥매너먼을 비롯하여 여러 선수들은 마케팅과 예산 정책으로 인한 "희생양"이 되었다고 하였다. 이에 대하여 맥매너먼은 절대로 갈라티코 정책에 대해 혹평하지 않았지만, 그의 자서전인 "엘 마카" (윌리엄 힐 올해의 스포츠 북으로 수상)에, "레알마드리드의 디즈니화"라고 그가 떠날 때에 비난하였다. 이러한 정책은 절대로 클럽이 최고에 도달한 적이 없다고 하였고, 그 의견은 지금까지도 이어지고 있다.

#### 2001-02: 두 번째 빅이어
결국 플로렌티노 페레스 회장은 "항상 나의 클럽에서 자리를 차지할 수 있는 사람"이라 동의하였고, 요한 크루이프는 맥매너먼을 "모든이들의 피치에서 최고의 파트너"로써 "갈라티코"에서 가장 유용한 선수로 묘사하였다. 이러한 점은 2001/02 시즌 , 레알마드리드의 100주년 기념으로 FIFA 월드 XI와의 경기에서 주장완장을 차고 경기하였다. 그의 레알에서 제2전성기 또한 이 시즌에 이루어졌다. 2002 UEFA 챔피언스리그 준결승에서 FC 바르셀로나를 누캄프에서 상대한 2002년 4월 23일이었다. 맥매너먼은 후반전에 교체되어 로스타임에 플라비우 콘세이상의 공을 받아, 골키퍼 로베르토 보나노 키를 넘기고 2-0 쐐기골을 박아 1차전에서 유리한 고지를 점령하였다. 이 기념비적인 승리는 레알의 1993년이후 누캄프원정에서의 첫 승리였고, 글래스고의 햄던 파크에서 개최되는 2002년 챔피언스리그 결승에 진출하였다. 결승전에서 루이스 피구와 교체되어 투입되었고, 바이어 04 레버쿠젠을 상대로 2-1로 승리한 뒤, 챔피언스리그 2번째 메달을 확보하였다.

#### 2002-03: 마지막 시즌
맥매너먼은 시즌 초반에 경기 막판 교체로 사용되었고, 새로 영입한 호나우두의 골들을 어시스트한 뒤, 간간히 선발로 등장하였다. 그가 선발로 출장한 경기 중 챔피언스리그에서 AEK 아테네를 상대로 골을 뽑아내었다. 맥매너먼은 또한 올드 트래퍼드에서 맨체스터 유나이티드에게 4-3으로 패한 명승부에도 선발로 출전하였고, 동료 호나우두는 해트트릭을 기록하였다.
그러나, 불과 21경기에 출장하였고 그 중에 9경기만 선발이고, 라 리가에 15경기 출장하였고, 1군경기와 국제경기 출장이 부족한 맥매너먼이 그의 줄어들은 임무를 가지고도 스페인에 잔류하는 것에 대하여 의혹을 제기하였다. 이러한 점은 잉글랜드의 언론에서, "스페인에 머무는 동안 맥매너먼은 언론에 의해 묻혔다" 라고 보도하였다.
그에도 불구하고, 맥매너먼은 두 번째 리그 메달을 받았고, 일본에서 주최한 인터콘티넨털컵의 스쿼드에도 포함되었다. 4년간 그가 클럽에 머물면서 모은 트로피들은 잉글랜드인 선수로는 해외에서 가장 성공한 선수로 평가된다. 더 나아가 2001년 포보스 지는 세계에서 6번째로 소득이 많은 축구선수로 기록되었고, 약 €15M를 레알마드리드에서의 4년간 얻었다.
같은 잉글랜드인 데이비드 베컴의 영입은 맥매너먼이 레알 마드리드에서 짐을 싸도록 만들었다. 델보스케 감독이 리그 29번째 타이틀을 딴지 24시간 이후에도 2003-04의 프리시즌 기간동안 팀에 잔류하였지만, 카를루스 케이로스가 새 감독으로 내정됨에 따라, 맥매너먼은 데이비드 베컴이 정착 성공을 위해 잔류를 원함에도 불구하고 떠났다.
맥 마나만이 클럽을 떠난 지 4년 후, 전 감독 델 보스케는 스페인의 신문, AS 지, 마르카 지를 통해 맥매너먼은 제레미 은지타프와 더불어 그의 스쿼드에서 가장 중요한 선수였으며, "팀을 하나로 융합시켰다"라고 회고하였다.

## 경력
| 국가     | 클럽          | 시즌    | 리그 | 리그 | 리그     | 컵   | 컵 | 컵       | 유럽대항전 | 유럽대항전 | 유럽대항전 | 기타 | 기타 | 기타     | 합계 | 합계 | 합계     |
| 국가     | 클럽          | 시즌    | 출장 | 골   | 어시스트 | 출장 | 골 | 어시스트 | 출장       | 골         | 어시스트   | 출장 | 골   | 어시스트 | 출장 | 골   | 어시스트 |
| -------- | ------------- | ------- | ---- | ---- | -------- | ---- | -- | -------- | ---------- | ---------- | ---------- | ---- | ---- | -------- | ---- | ---- | -------- |
| 잉글랜드 | 리버풀        | 1989–99 | 274  | 46   | 112      | 59   | 15 | 20       | 31         | 5          | 10         | 0    | 0    | 0        | 364  | 66   | 142      |
| 스페인   | 레알 마드리드 | 1999–03 | 94   | 8    | 20       | 15   | 1  | 2        | 43         | 5          | 11         | 5    | 0    | 0        | 157  | 14   | 33       |
| 잉글랜드 | 맨체스터 시티 | 2003–05 | 35   | 0    | 6        | 5    | 0  | 0        | 4          | 0          | 1          | 0    | 0    | 0        | 44   | 0    | 7        |
| 합계     | 합계          | 합계    | 403  | 54   | 138      | 80   | 16 | 22       | 78         | 10         | 22         | 5    | 0    | 0        | 579  | 80   | 182      |

리버풀 FC
- FA 컵
  - 우승: 1992
  - 준우승: 1996
- 풋볼 리그 컵
  - 우승: 1995

레알 마드리드 CF
- 라 리가
  - 우승: 2000-01, 2002-03
- 수페르코파 데 에스파냐
  - 우승: 2001, 2003
- UEFA 챔피언스리그
  - 우승: 1999-2000, 2001-2002
- UEFA 슈퍼컵
  - 우승: 2002
  - 준우승: 2000
- 인터콘티넨털컵
  - 우승: 2002
  - 준우승: 2000
- 코파 델 레이
  - 준우승: 2002

### 개인
- PFA 올해의 팀 : 1996-97
- 프리미어리그 도움왕 : 1995-96
- UEFA 유로 대회 베스트 : 1996
- 프리미어리그 이 달의 선수상: 97년 12월
- UEFA 챔피언스리그 결승전: MoM - 2000
- EFL컵 결승 MoM : 1995